# Odontolabis cuvera sinensis
Odontolabis cuvera sinensis es una subespecie de coleóptero de la familia Lucanidae.

## Distribución geográfica
Habita en Shan, Tailandia y Laos.